# Chris Farley
Christopher Crosby (Chris) Farley (Madison, Wisconsin, 15 februari 1964 – Chicago, 18 december 1997) was een Amerikaanse komiek en acteur.
De meeste bekendheid kreeg hij voor de rol als Thomas Callahan II in Tommy Boy. Hij was lid van het Chicago's Second City Theatre. Later werd hij opgenomen in het team van Saturday Night Live waarvoor hij in de periode 1990 tot 1995 meer dan 100 afleveringen opnam. Tot aan zijn dood in 1997 speelde hij diverse hoofdrollen in verschillende komische films. Hij stierf als gevolg van een overdosis. Hij zou zijn stem lenen aan Shrek. Enkele scènes waren reeds ingesproken. Na zijn dood heeft Mike Myers zijn rol overgenomen.

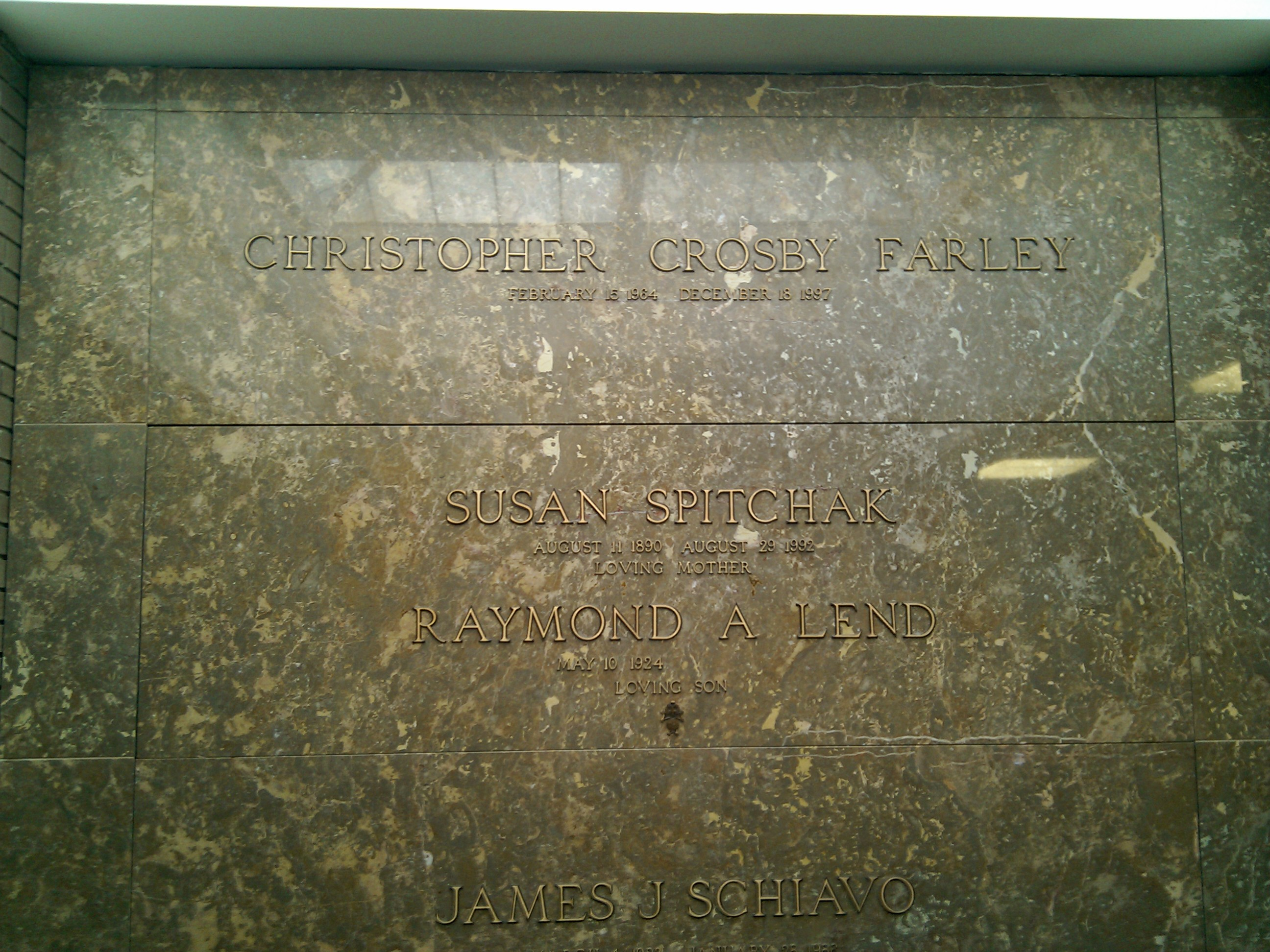
Farley's graf in 2010

## Filmografie
| Jaar      | Titel                  | Rol                        | Opmerkingen                        |
| --------- | ---------------------- | -------------------------- | ---------------------------------- |
| 1990-1995 | Saturday Night Live    | Diverse rollen             | Tv, 100 afleveringen               |
| 1992      | Wayne's World          | Veiligheidsbeambte         |                                    |
| 1992      | The Jackie Thomas Show | Chris Thomas               | Tv, 1 aflevering                   |
| 1993      | Roseanne               | Gastrol                    | Tv, 1 aflevering                   |
| 1993      | Coneheads              | Ronnie the Mechanic        |                                    |
| 1993      | Wayne's World 2        | Milton                     |                                    |
| 1994      | Tom                    | Chris                      | Tv, 1 aflevering                   |
| 1994      | Airheads               | Officer Wilson             |                                    |
| 1995      | Billy Madison          | Buschauffeur               |                                    |
| 1995      | Tommy Boy              | Thomas "Tommy" Callahan II |                                    |
| 1996      | Black Sheep            | Mike Donnelly              |                                    |
| 1997      | All That               | The Chicago Ketchup Chef   | Tv, 1 aflevering                   |
| 1997      | Beverly Hills Ninja    | Haru                       | Ook bekend als: Master Of Disaster |
| 1998      | Almost Heroes          | Bartholomew Hunt           | Postuum uitgekomen                 |
| 1998      | Dirty Work             | Jimmy                      | Postuum uitgekomen                 |

## Prijzen en nominaties
| Jaar | Resultaat   | Prijs            | Categorie                | Film of serie                       |
| ---- | ----------- | ---------------- | ------------------------ | ----------------------------------- |
| 1996 | Genomineerd | MTV Movie Awards | Best Comedic Performance | Black Sheep                         |
| 1996 | Gewonnen    | MTV Movie Awards | Best On-Screen Duo       | Tommy Boy (Shared with David Spade) |
| 1997 | Genomineerd | MTV Movie Awards | Best Comedic Performance | Beverly Hills Ninja                 |

- Biblioteca Nacional de España: XX4660507
- Bibliothèque nationale de France: cb14176361t (data)
- Gemeinsame Normdatei: 135990696
- International Standard Name Identifier: 0000 0001 1606 2861
- Library of Congress Control Number: no97077116
- MusicBrainz: 10209173-f878-4f08-bca4-87a27adf59b5
- Nationale Bibliotheek van Tsjechië: xx0071392
- Nationale bibliotheek van Australië: 42350753
- Nederlandse Thesaurus van Auteursnamen: 30626451X
- Système universitaire de documentation: 165446447
- Trove: 1457630
- Virtual International Authority File: 22351712
- WorldCat: E39PBJqQyR6GPKxmjH7prMrH4q